# جزر فوكلاند
جزر فوكلاند (بالإنجليزية: Falkland Islands) أو جزر مالفيناس (بالإسبانية: Islas Malvinas) أو جزر المالوين (بالفرنسية: Îles Malouines) هي أرخبيل يتكون من أكثر من مائتي جزيرة تغطي مساحة قدرها 12,200 كم²، وتبعد 480 كم عن الشواطئ الأرجنتينية الجنوبية. يتألَّف الأرخبيل من جزيرتين كبيرتين هما جزيرة فوكلاند الشرقية والغربية، إضافةً إلى 776 جزيرة صغيرة متبعثرة حولهما. تحظى الجزر بحالة حكم ذاتي باعتبارها إقليم ما وراء بحار بريطاني، ولكن حكومة الأرجنتين - من جهةٍ أخرى - تعتبر الجزر جزءًا من أراضيها وتطالب بنقلها إلى سيادتها. العاصمة هي مدينة ستانلي الواقعة في الفوكلاند الشرقية.
ثمة خلاف كثير حول اكتشاف جزر فوكلاند والأحقية الفعلية بسيادتها، فعلى مدى فترات زمنية متفاوتة، ظهرت على الجزر مستوطنات فرنسية وبريطانية وإسبانية وأرجنتينية، وقد أعادت الإمبراطورية البريطانية إقامة سيادتها على الجزر في سنة 1833، رغم اعتراضات الأرجنتين المستمرَّة على ذلك. نفَّذت الأرجنتين في سنة 1982 عمليَّة عسكرية غزت فيها جزر فوكلاند غزوًا بريًا، فاندلعت إثر ذلك حرب الفوكلاند التي انتهت باستسلام القوات الأرجنتينيَّة، وعودة الجزر مجددًا إلى السلطة البريطانية.
حسب إحصاء سنة 2012، لا يسكن جزر الفوكلاند سوى 2,932 نسمة، معظمهم من أصول بريطانية. توجد كذلك نسب صغيرة من جنسيات عديدة أخرى، مثل الفرنسيين والجبل طارقيِّين والإسكندنافيين. كما أنَّ الهجرة إلى الأرخبيل من المملكة المتحدة والأرجنتين وتشيلي وجزيرة سانت هيلينا المجاورة أمرٌ شائع، وهي سبب بالواقع في منع عدد السكان من التناقص، الناتج عن هجرة المواطنين الحاليين (لأسباب منها برودة الطقس وقلَّة الخدمات المتاحة، وطبيعة الجزر النائية). اللغة الرسميَّة والسائدة في الفوكلاند هي الإنكليزية. يعتبر سكان الجزر - وفقًا لقانون الجنسية البريطانية رقم 1983 - مواطنين بريطانيين.
مناخيًا، تقع جزر الفوكلاند على الحدود بين الإقليم المحيطي وإقليم التندرا، وتمتاز الجزيرتان الكبيرتان - كلاهما - بسلاسل جبليَّة كثيرة يصل ارتفاعها إلى 700 متر فوق مستوى البحر. يحتضن الأرخبيل أشكالًا كثيرة من الحياة البرية، بما فيها أعدادٌ كبيرة من الطيور التي تهاجر إليه سنويًا للتكاثر، إلا أنَّ العديد من هذه الطيور هجرت الجزر الكبيرة من الأرخبيل نتيجة المنافسة الكبيرة مع الأنواع المستقدمة على أيدي البشر. يقوم الاقتصاد بشكل رئيسي على صيد السمك والسياحة ورعاية الأغنام (التي ينتج عنها صوف عالي الجودة يُصدَّر إلى الخارج). كما سمحت حكومة الجزر بالتنقيب عن النفط في المنطقة.

## أصل التسمية
تُنسَب جزر فوكلاند في اسمها إلى مضيق فوكلاند، وهو مجرى ضيّق طويل يفصل الجزيرتين الكبريَين - فوكلاند الغربية والشرقية - عن بعضهما بعضًا. أما اسم المضيق نفسه فقد جاء به جون سترونغ، وهو ربَّان سفينة إنكليزيَّة رست على الجزر في حوالي سنة 1690، وأراد سترونغ للاسم أن يخلِّد ذكرى نبيل أسكلتندي من تلك الحقبة يدعى أنطوني كاري، فيسكونت فوكلاند الخامس، وكان هذا النبيل هو المسؤول عن تمويل رحلة السفينة إلى الجزر. وقد جاء لقب الفيسكونت أنطوني كاري بدوره من اسم بلدة فوكلاند في اسكتلندا. مع ذلك، لم يُستَعمل هذا الاسم بصورة رسميَّة حتى سنة 1765، عندما أعلن جون بايرون - الذي كان آنذاك ضابطًا في البحرية الملكية البريطانية - أن «جزر فوكلاند» أرض تتبع سلطة جورج الثالث ملك المملكة المتحدة.
اشتقَّ الاسم الإسباني للأرخبيل وهو Islas Malvinas (أي «جزر مالفيناس») من اسمه الفرنسي Îles Malouines، وهي تسمية جاء بها المستكشف الفرنسي لويس أنطوان دو بوغنفيل في سنة 1764، وقد كان هذا المستكشف أوَّل من أقام مستوطنة دائمة على جزر فوكلاند، واختار اسمها تيمُّنًا بميناء سان مالو (الميناء الذي انطلقت منه سفن بعثته الاستكشافية). يقع ميناء سان مالو في منطقة بريتاني غربَ فرنسا، وينسب في تسميته إلى قديس مسيحي يدعى مالو كان مؤسِّس المدينة.
خلال الجلسة العشرين للجمعيَّة العامة للأمم المتحدة، قرَّرت لجانها أن التسمية الرسمية للجزر في جميع وثائق الأمم المتحدة (وبكل اللغات ما عدا الإسبانية) ستكون جزر فوكلاند (مالفيناس). أما في اللغة الإسبانية وحدها، فإنَّ الاسم يتغيَّر قليلًا إلى جزر مالفيناس (فوكلاند).

## التاريخ

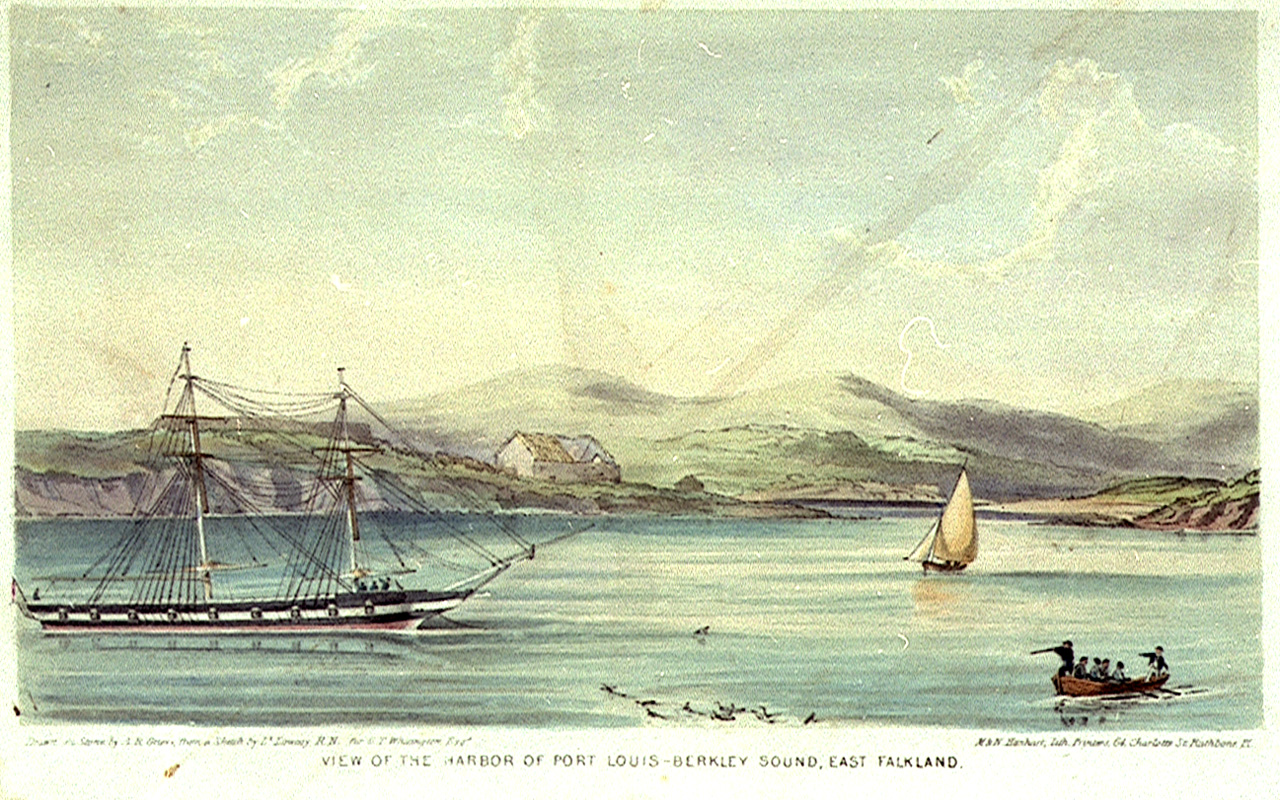
ميناء لويس (إحدى المستعمرات الأوروبية الأساسية تاريخيًا في جزر فوكلاند) في سنواته المبكِّرة.

من المحتمل أن قوم الفيوجانيِّين - سكان إقليم باتاغونيا بأمريكا الجنوبية - قد زاروا جزر فوكلاند في عصور ما قبل التاريخ، إلا أنَّ الجزر كانت مهجورة عند وصول الأوربيين إليها في عصر النهضة. تعود مزاعم اكتشاف الجزر إلى القرن السادس عشر الميلادي، لكن ليس من الواضح ما إذا كان المستكشفون الأوائل الذين يزعم أنهم اكتشفوها قد وصلوا فعلًا إلى جزر فوكلاند أما إلى جزر مجاورة أخرى في جنوب المحيط الأطلنطي. مع ذلك، كان أول رسو مسجَّل لسفينة على الجزر هو مجيء الربان الإنكليزي جون سترونغ، الذي حطَّ فيها أثناء طريقه نحو سواحل بيرو وتشيلي في سنة 1690، وقد كان أول من اكتشف مضيق فوكلاند الواقع بين الجزيرتين الكبيرتين، وهو من أعطاه اسمه.
بقي الأرخبيل - حتى بعد اكتشافه - مهجورًا حتى سنة 1764، عندما أقيمت عليه أول مستوطنة بشرية في التاريخ الحديث، والتي تدعى ميناء لويس على جزيرة فوكلاند الشرقية، والتي أسَّسها الربان الفرنسي لويس أنطوان دو بوغنفيل، كما وقد تلاها بفترة قصيرة تأسيس ميناء إغمونت على جزيرة شمالية صغيرة في سنة 1766، وعمل على تأسيس هذا الميناء الأخير ربان إنكليزي يدعى جون ماكبرايد. ويختلف المؤرخون فيما إذا كان قد حصل أي اتصال بين هذه المستوطنات الأولى على الجزر، أو حتى إذا ما عرف مؤسِّسو كل منها بوجود المستوطنات الأخرى. تخلَّت فرنسا في سنة 1766 عن مطالبتها بالسلطة على جزر فوكلاند مستسلمة لإسبانيا، ممَّا جعل المستعمرة الفرنسية (ميناء لويس) تنتقل إلى سلطة الإسبان. إلا أنَّ بعض المشاكل بدأت بالظهور عندما اكتشف الإسبان وجود ميناء إغمونت البريطاني بجوارهم، فشنت عليه القوات الإسبانية هجومًا وأخذته من البريطانيين، وهنا اندلعت حرب قصيرة في سنة 1770، لكنها سرعان ما أوقفت عندما أعاد الإسبان الميناء إلى بريطانيا في سنة 1771.
بعد هذه الحادثة، تمكَّنت المستوطنتان - الإسبانية والبريطانية - من التعايش معًا بسلام في الأرخبيل، واستمرَّت الحال هكذا حتى سنة 1774، عندما أدَّت التغيرات الاقتصادية والإستراتيجية في الإمبراطورية البريطانية إلى انسحابها بنفسها من الجزر وهجر مستوطنتها في ميناء إغمونت، إلا أنَّ القوات البريطانية تركت - قبل رحيلها - لوحة تزعم أحقية الملك جورج الثالث بالسلطة على جزر فوكلاند. نتيجة لذلك، أصبحت ملكية ريو دي لا بلاتا البديلة هي الحكومة الوحيدة الموجودة في المنطقة، كما أنَّ جزيرة فوكلاند الغربية بقيت مهجورة، أما ميناء لويس الإسباني فقد تحوَّل بمعظمه إلى سجن. لكن خلال ذلك الوقت اندلعت الحروب النابليونية على قارة أوروبا مؤديَّة إلى وقوع الغزو البريطاني لريو دي لا بلاتا في أمريكا الجنوبية، واضطرَّت هذه الظروف الطارئة إلى إصدار أمرٍ بإخلاء جزر فوكلاند في سنة 1806، ولم تبقى في الجزر سوى حامية صغيرة رحلت بدورها في سنة 1811، باستثناء بعض صيَّادي الأسماك من قوم الغاوتشو الذين اختاروا البقاء بأنفسهم.
منذ ذلك الحين لم تعد تزور الجزر سوى سفن الصَّيد، ولم تعد هناك أي مطالبات سياسيَّة بالسلطة عليها حتى سنة 1820، عندما أخبر الكولونيل الأمريكي ديفيد جويت (وهو قرصان مفوَّض أمريكي الجنسية كان يعمل لدى اتحاد محافظات ريو دي لا بلاتا) للسُّفن الراسية في الجزر بأن بوينس آيرس أعلنت سلطتها على كافة المقاطعات الإسبانية في جنوب المحيط الأطلنطي، بما فيها جزر فوكلاند. لكن بما أنه لم يكن هناك سكان دائمون على الجزر، فقد فوَّضت حكومو بوينس آيرس الإسبانية تاجرًا ألمانيًا يدعى لويس فيرنت لبدء تجارة صيد سمك في المنطقة ويستثمر الماشية البرية المنتشرة فيها. استقرَّ فيرنت في ميناء لويس العتيق سنة 1826، وأخذ بجمع موارد قيِّمة اقتصاديًا من الجزر حتى أصبحت العوائد المالية كافيةً لضمان إقامة مستوطنة دائمة. لذلك، لقَّبت بوينس أيرس التاجر فيرنت بالحاكم العسكري والمدني لجزر فوكلاند في سنة 1829، وقد حاول فيرنت فرض نظام رقابة على الصَّيد في الجزر وإيقاف أنشطة صيد الحيتان والفقمات حولها. استمرَّت الأمور هكذا لفترة، إلا أنَّ بعض الخلافات حول حقوق الصيد بمياه الجزر أدَّت إلى غارةٍ عسكرية شنتها سفينة ليكسنتغون الأمريكية سنة 1831، خلَّفت الغارة دمارًا كبيرًا، وأعلن بعدها سيلاس دونكان - أحد ضباط بحرية الولايات المتحدة - نهاية الحكومة الإسبانية في جزر فوكلاند.

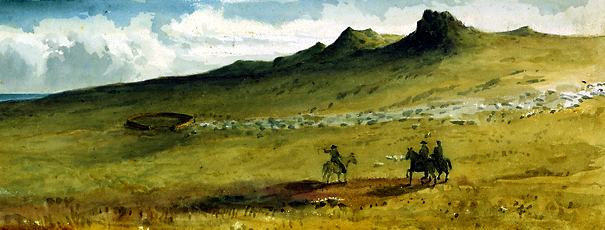
رسم لجزر فوكلاند يعود إلى سنة 1849، من عمل ضابط في البحرية الملكية البريطانية يُدعَى إدوارد فانشوي.

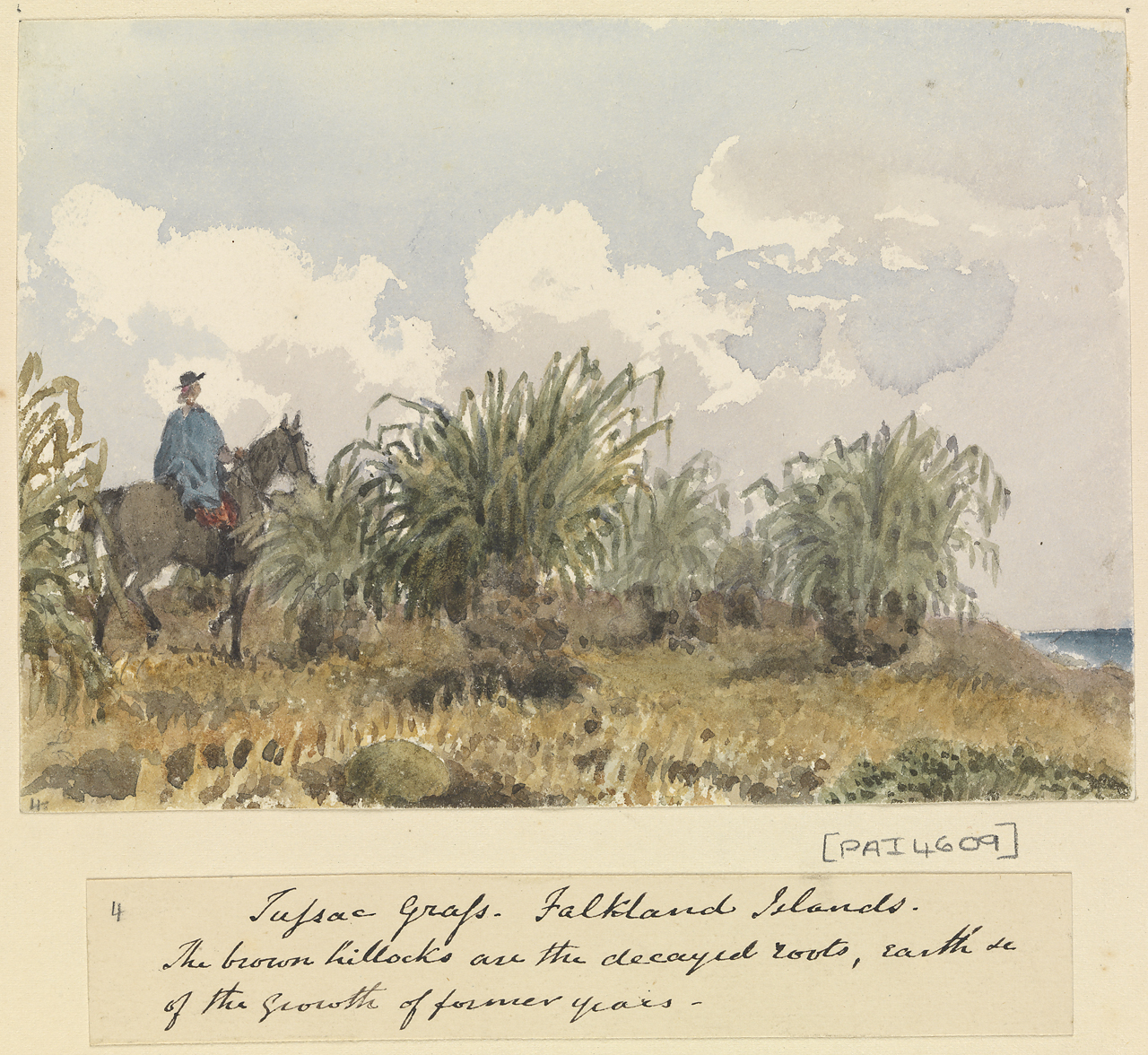
رسم لعشب التوساك في جزر فوكلاند، من عمل الضابط البريطاني إدوارد فانشوي.

حاولت بوينس آيرس استعادة سلطتها على مستوطنة ميناء لويس بإنزال حامية عسكريَّة صغيرة فيه، إلا أنَّ وقوع تمرُّد بين جنودها في سنة 1832 ووصول القوات البريطانية في سنة 1833 لتطالب بالجزر وتهاجم الميناء أدى إلى تدهور الوجود الإسباني في المنطقة. وقد احتجَّت الكونفدرالية الأرجنتينية في ذلك الحين على الاعتداء البريطاني، ولا زالت الحكومات الأرجنتينية حتى الآن تتابع إصدار احتجاجات رسميَّة ضد بريطانيا على ما فعلته. لكن القوات البريطانية انسحبت في هدوء بعد إنهاء مهمَّتها، لتترك وراءها الجزر شبه مهجورة. في نفس السنة (1833) عاد مندوب للتاجر الألماني فيرنت - الذي كانت قد وكَّلته حكومة بوينس آيرس سابقًا بإجراء نشاطات تجارية في جزر فوكلاند - إلى الجزر ليعيد تنشيط عمله التجاري، لكن أحد رجال الغاوتشو المزارعين قاد حملة تمرُّد على مندوب فيرنت، انتهت بمقتل المندوب وعدد من قادة أنشطته التجارية، واختبئ الناجون من المذبحة في كهف حتى عادت القوات البريطانية وفرضت النظام مُجدَّدًا. أصبحت جزر فوكلاند في سنة 1840 مستعمرة ملكية بريطانية، فأخذ المستوطنون الاسكتلنديون بالتوافد عليها وأسَّسوا لأنفسهم مجتمعًا ريفيًا كبيرًا. في سنة 1844، انتقلت معظم المؤسَّسات الحكومية على الأرخبيل إلى موقع جديد سُمِّي ميناء جاكسون، لكون موضعه الجغرافي أفضل، وفي الوقت ذاته بدأ التاجر «صامويل لافون» أنشطة تجارية في المنطقة ليشجِّع المزيد من الاستيطان البريطاني بها.
بعد فترة قصيرة، تم تغيير اسم ميناء جاكسون الجديد إلى ستانلي (العاصمة الحالية لجزر فوكلاند)، وأصبحت المدينة مقر حكومة الجزر رسميًا في سنة 1845. حظيت مدينة ستانلي في بداية عهدها بسمعة سيّئة لدمار الكثير من سفن الشحن أثناء الاقتراب من مينائها، ولذلك لم تعد السفن المجاورة - التي تأتي أثناء دورانها حول كايب هورن - تتوقَّف في الميناء إلا بحالات الطوارئ. رغم ذلك، كان موقع جزر فوكلاند استراتيجيًا جدًا بالنَّسبة للسفن التي تحتاج إصلاحات أثناء إبحارها، كما أنَّها ازدهرت في «تجارة الحطام» التي يُبَاع فيها حطام السُّفن المدمرة مع حمولاتها. لكن عدا عن أنواع التجارة هذه، لم يكن هناك أي اهتمامٍ اقتصادي يذكر بالجزر، حيث لم يكن هناك شيء آخر ذو قيمة سوى قطعان الماشية قليلة القيمة التي ترتاد مراعيها. من جهة أخرى، بدأ الأرخبيل يشهد نهضة اقتصادية منذ ظهور شركة جزر فوكلاند في سنة 1851 وشرائها المؤسسات التجارية الفاشلة التي كان قد بناها صامويل لافون، حيث نجحت هذه الشركة باستقدام خراف شيفيوت إلى الجزر ورعايتها للحصول على الصوف عالي الجودة، وعندما نجح العمل بدأ العديد من المزارعين بتقليده، فانتشرت تجارة الصوف. مقارنة بذلك، كانت تحتاج صناعة إصلاح السفن القديمة لاستيراد معدَّات غالية نسبيًا من الخارج ودفع أموال كثيرة للعمالة النادرة في المنطقة، لذلك فإنَّها سرعان ما بدأت بالتراجع، خصوصًا مع حلول السفن البخارية الجديدة في البحار مكان تلك الشراعيَّة بحلول نحو سنة 1870، وعند افتتاح قناة بنما في سنة 1914 اختفت تجارة إصلاح السفن بشكل كامل تقريبًا من جزر فوكلاند. استقلَّت الجزر اقتصاديًا عن بريطانيا في سنة 1881، ومنذ ذلك الحين، سيطرت شركة جزر فوكلاند على التجارة والتوظيف بالأرخبيل لأكثر من قرن، فضلًا عن امتلاكها معظم العقارات في العاصمة ستانلي.

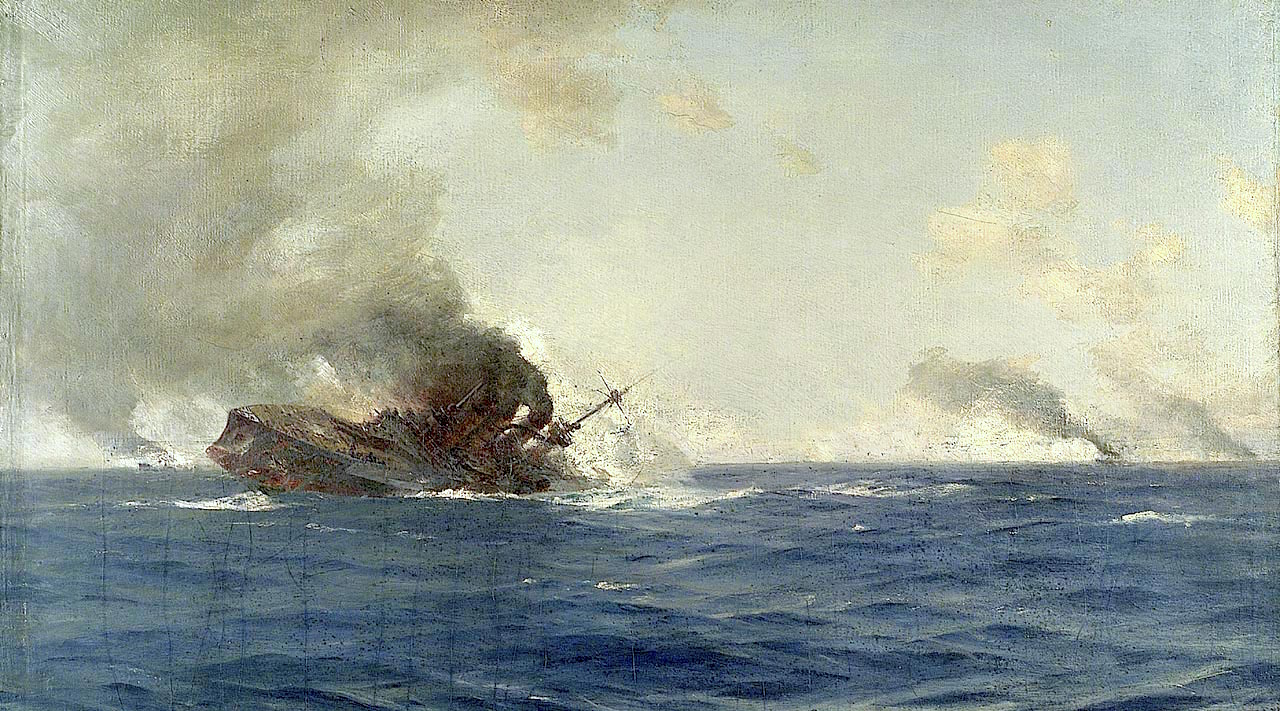
غرق سفينة ذي سشارنورست خلال معركة جزر فوكلاند في الحرب العالمية الأولى.

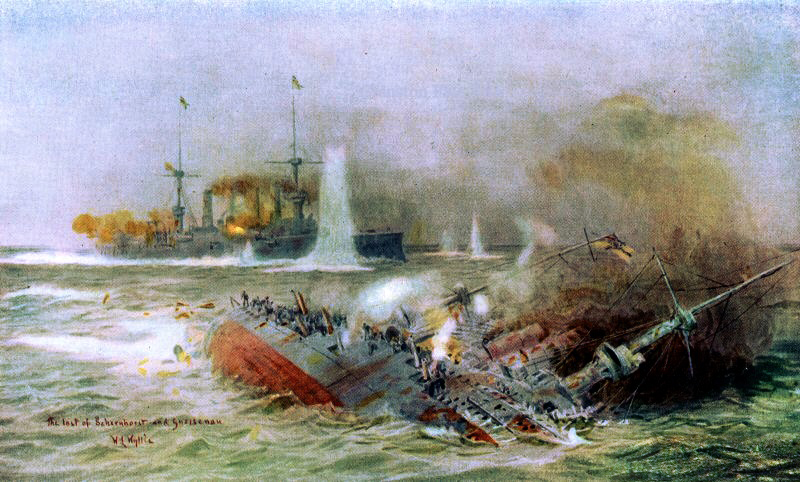
مواجهة بحريَّة أثناء معركة جزر فوكلاند سنة 1914.

كان لجزر الفوكلاند دور هام خلال النصف الأول من القرن العشرين بدعم مطالبات بريطانيا بالجزر المحيطة بقارة أنتاركتيكا، إضافةً إلى جزء من يابسة أنتاركتيكا نفسها. فقد كانت هذه الجزر تابعة لأرخبيل الفوكلاند إداريًا باعتبارها مقاطعات جزر فوكلاند منذ سنة 1908، وظلَّت كذلك حتى حلِّها سنة 1985. كما وقد كان للجزر دور صغير في الحربين العالميَّتين، إذ تحوَّلت إلى قاعدة عسكرية للمساعدة في السيطرة على جنوبي المحيط الأطلنطي. فقد وقع بالأرخبيل خلال الحرب العالمية الأولى الاشتباك المعروف بمعركة جزر فوكلاند خلال شهر ديسمبر سنة 1914، التي انتهت بأن هزم أسطول من البحرية الملكية البريطانية سريَّة تابعة للإمبراطورية الألمانية. أما خلال الحرب الثانية فقد وقعت فيه معركة نهر لابلاتا. في سنة 1942، خشيت بريطانيا من وقوع هجوم ياباني على جزر فوكلاند، فنقلت إليها كتيبة كانت في طريقها للهند لتخدم كحامية على الجزر. بعد انتهاء الحرب، تأثر اقتصاد جزر فوكلاند بسبب انخفاض أسعار الصوف، كما أنَّ الخلاف على الأحقيَّة بحكمها تجدَّد بين بريطانيا والأرجنتين ليشكّل عقبات جديدة.
ازدادت التوترات بين المملكة المتحدة والأرجنتين حول الأحقية بجزر فوكلاند منذ انتهاء الحرب العالمية، وقد حصل خلال هذه الفترة وأن أكد الرئيس الأرجنتيني خوان بيرون رسميًا على أحقيَّة بلاده بالأرخبيل. تعالت حدَّة هذا الخلاف خلال الستينيات، في أعقاب إصدار بريطانيا قانونًا لإنهاء الاستعمار اعتبرته الأرجنتين دعمًا لموقفها. أصدرت الأمم المتحدة في سنة 1965 قرارها رقم 2065، الذي قضى بأنَّ على الدولتين المعنيَّتين - بريطانيا والأرجنتين - عقد مفاوضات وإنهاء خلافهما بصورةٍ سلمية. وفقًا لهذا القرار، تفاوضت بريطانيا بين عامي 1966 و1968 مع الحكومة الأرجنتينية بثقةٍ عارضة تسليم الجزر، على افتراض أنَّ سكان الفوكلاند سيرضون بأيّ قرار تتخذه. تم الاتفاق في سنة 1971 على صفقة تجارة متبادلة بين جزر فوكلاند والأرجنتين، وشيَّدت الحكومة الأرجنتينية على إثرها مطارًا خاصًا بها في العاصمة ستانلي سنة 1972. رغم ذلك، كان سكان جزر فوكلاند أنفسهم معارضين بقوَّة - كما عبَّروا من خلال تمثيلهم القوي في برلمان المملكة المتحدة - لفكرة الانفصال عن بريطانيا، ممَّا عرقل إلى درجة كبيرة المفاوضات بين بريطانيا والأرجنتين حتى سنة 1977.
عانت المملكة المتحدة خلال عهد حكومة مارغريت ثاتشر (من سنة 1979 إلى 1990) من مشاكل بالميزانية، جعلتها تعيد النظر في مدى أهمية الاحتفاظ بجزر فوكلاند - التي كانت تحتاج دعمًا حكوميًا عاليًا من بريطانيا - وتفكر مجددًا بتسليمها إلى الأرجنتين. إلا أنَّ المفاوضات الجديدة حول تسليم الجزر سُرعَان ما انتهت مرة أخرى في سنة 1981، وعاد الخلاف ليتصاعد بمرور الزمن. في شهر أبريل من سنة 1982، تحوَّل الخلاف السياسي فجأة إلى نزاعٍ مسلَّح، حيث بدأت الأرجنتين غزوًا بريًا عسكريًا لجزر فوكلاند والجزر البريطانية المجاورة في جنوب الأطلنطي، ونجحت باحتلالها لفترةٍ قصيرة قبل أن تستعيدها القوات البريطانية بعد شهرين. زادت بريطانيا - بعد انتهاء الحرب - من قواتها العسكرية في الجزر، حيث وضعت حامية أكبر وشيَّدت قاعدة جبل بليزنت الجوية. من جهةٍ أخرى، خلَّفت الحرب 117 حقل ألغام على جزر فوكلاند، حيث لا زالت تحتوي هذه الحقول نحو 20,000 لغم من أنواع مختلفة مضادة للعربات المدرَّعة والأفراد على حدّ سواء. وقعت وفيات وإصابات كثيرة خلال محاولات إزالة الألغام الأولى، لذلك توقَّفت محاولات استئصالها منذ سنة 1983.
بناءً على توجيهات الجغرافي البريطاني لورد شاكلتون، عملت الحكومة المحلية تدريجيًا على تغيير الصناعة التي يعتمد عليها اقتصاد جزر فوكلاند من صوف الأغنام إلى السياحة، كما وقد ساعد تأسيس منطقة اقتصادية خاصة في الجزر بزيادة دور صيد الأسماك في الاقتصاد المحلي إلى درجة كبيرة. كما وقد تم تطوير شبكة الطرق، وسمح بناء قاعدة جبل بليزنت الجوية بوصول رحلات طيرانٍ إليها من على مسافات بعيدة. إضافة إلى ذلك، ثمة مشاريع جارية للبحث عن النفط، تظهر نتائجها الأوليَّة إمكانية وجود مخزون تجاري من النفط في المنطقة. من جهة أخرى، تجدَّدت محاولات إزالة الألغام المتبقية من الحرب في سنة 2009، استجابة لالتزامات قانونية للمملكة المتحدة بموجب اتفاقية أوتوا، ولا زال العمل على ذلك جاريًا للآن، مع النجاح بإعادة فتح عدة مناطق كانت حقول ألغام سابقًا. عادت العلاقات الدبلوماسية بين الأرجنتين وبريطانيا للتجدُّد في سنة 1990، إلا أنَّها أفسدت مجددًا بسبب عدم اتفاق البلدين على أي طريقة لتسوية النزاع بينهما على جزر فوكلاند.

## الحكومة

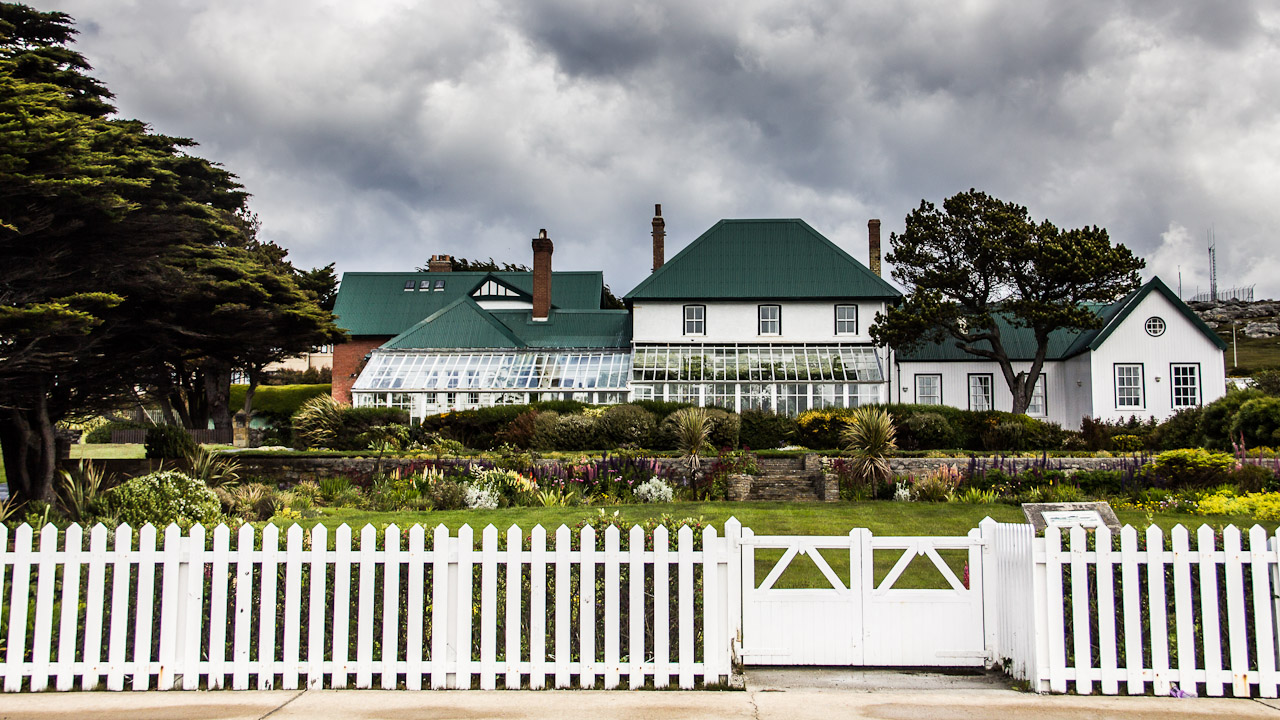
مقر حكومة جزر فوكلاند في العاصمة ستانلي.

تعد جزر فوكلاند إقليم ما وراء بحارٍ بريطانيًا ذاتيَّ الحكم. تحظى الجزر - بموجب دستور سنة 2009 - بحكومة داخلية ذاتية مكتملة الصلاحيات، وكل ما تتولَّاه حكومة المملكة المتحدة هو إدارة العلاقات الدبلوماسية مع الدول الأجنبية، كما أن بريطانيا تحتفظ قانونًا بحقّها بـ«حماية مصالح المملكة المتحدة في المنطقة وضمان حكمها الرشيد». يعتبر ملك المملكة المتحدة هو رئيس الدولة القانوني لجزر فوكلاند، لكنه يخوِّل سلطة تنفيذية لإدارة الجزر نيابةً عنه يمثلها المحافظ، ويُعيِّن هذا المحافظ بدوره رئيسًا تنفيذيًا ومجلسًا تشريعيًا لتولّي الشؤون الإدارية المختلفة. يعد المحافظ والرئيس التنفيذي - كلاهما معًا - رئيسين للحكومة. لا يمكن لمحافظ جزر فوكلاند اتخاذ الإجراءات دون استشارة المجلس التشريعي ومدير المالية وثلاثة أعضاء منتخبين لما يدعى «التجمُّع التشريعي». يعتبر التجمع التشريعي برلمانًا بغرفة واحدة، إذ يتألَّف من الرئيس التنفيذي لجزر فوكلاند وثمانية أعضاء (يجب أن يكون خمسة منهم من العاصمة ستانلي وثلاثة من كامب) ينتخبون مرة كل أربعة سنوات في اقتراع عمومي. جميع رجال السياسة في جزر فوكلاند مستقلُّون، إذ لا توجد أيَّة أحزابٍ سياسية في الوقت الحاضر. منذ سنة 2013، أصبح أعضاء التجمع التشريعي يتلقُّون رواتب حكومية ويُطلَب منهم العمل بوقتٍ كامل.

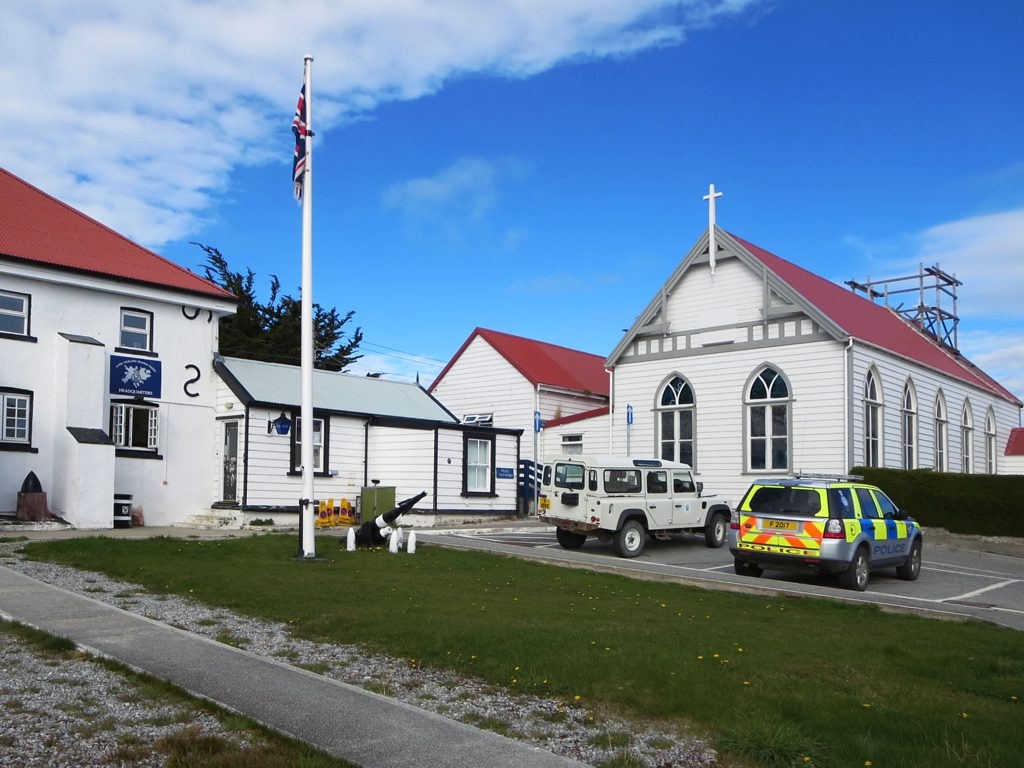
مقر شرطة ستانلي.

تعتبر جزر فوكلاند - بسبب ارتباطها مع المملكة المتحدة - جزءًا من أقاليم ودول ما وراء البحار في الاتحاد الأوروبي. تشرف وزارة الخارجية البريطانية على النظام القضائي في الجزر، المبني بدرجةٍ كبيرة (بدوره) على القانون الإنكليزي، كما أنَّ الدستور يلزم النظام القضائي باتباع الاتفاقية الأوروبية لحقوق الإنسان. بموجب ذلك، لدى مواطني الفوكلاند الحقُّ بطلب الاستئناف في المحكمة الأوروبية لحقوق الإنسان ومجلس بريفي في المملكة المتحدة. يُعَدُّ ضبط القانون في الجزر وظيفة شرطة جزر فوكلاند الملكية (RFIP)، أما الدفاع العسكري فهو مسؤولية الحكومة البريطانية. تتمركز كتيبة حامية بريطانية بصورةٍ دائمة على الجزر، كما وتُموِّل حكومة الجزر بنفسها سرية إضافية من المشاة خفيفي التسليح. تمتدُّ المياه الإقليميَّة لجزر فوكلاند - بموجب اتفاقية الأمم المتحدة لقانون البحار - مسافة 370 كيلومترًا بعيدًا عن سواحلها، إلا أنَّ هذه الحدود تتداخل مع حدود المياه الإقليمية للأرجنتين.

### خلاف الأحقيَّة
ثمَّة صراع تاريخي في الأحقية بحُكم جزر فوكلاند بين بريطانيا والأرجنتين. تقول بريطانيا بأنَّ سكان الجزر يريدون حكومتهم ولم يطلبوا تغييرها، كما أنَّه لا توجد أي قضايا مُعيَّنة بحاجةٍ إلى الحل حتى تتم مناقشة تغيير حكومة الجزر. تبني بريطانيا أحقيَّتها بالاحتفاظ بجزر فوكلاند على إدارتها طويلة الأمد للمنطقة، المستمرَّة بشكل متواصلٍ منذ سنة 1833، إضافةً إلى «حقّ السكان بتقرير المصير وفق ميثاق الأمم المتحدة». أما سياسة الأرجنتين فهي مَبنيَّة على أنه لا حقَّ للسكان بتقرير مصيرهم، حيث تعتقد أنَّ بريطانيا أقصت بالقوَّة السلطات الأرجنتينية الأصلية والمواطنين الأرجنتينيِّين من جزر فوكلاند في سنة 1833، ومنعتهم بريطانيا منذ ذلك الحين من العودة إلى الجزر. تدعم الأرجنتين موقفها بأنَّها حصلت على جزر فوكلاند من إسبانيا عند إعلان استقلالها سنة 1816، وظلَّت الجزر ملكًا لها حتى وقوع الاحتلال البريطاني «غير القانوني» سنة 1833.
التقى رئيس الوزراء البريطاني جوردون براون في سنة 2009 مع الرئيسة الأرجنتينية كريستينا فرنانديز دي كيرشنر، وأعلنا أنه لن تكون هناك مناقشات في المستقبل حول مسألة جزر فوكلاند. لكن في شهر مارس سنة 2013، أجرت جزر فوكلاند استفتاءً عامًا للتحقق من رأي السكان بتبعيَّتهم السياسية، فصوَّت 99.8% منهم للبقاء تحت حُكم بريطانيا. مع ذلك، لا تعترف الأرجنتين بجزر فوكلاند على أنَّها شريكة في المفاوضات، وبالتالي فهي لم تعترف باستفتاء سنة 2013 من أساسه فضلًا عن نتائجه.

## الجغرافيا

خريطة لأهمّ معالم جزر فوكلاند.

تبلع مساحة يابسة جزر فوكلاند حوالي 12,000 كم²، ويُقدَّر طول شواطئها بنحو 1,300 كم. يتألف الأرخبيل من جزيرتين كبيرتين (هُما فوكلاند الغربية وفوكلاند الشرقية) و776 جزيرة صغيرة. الطبيعية الطوبوغرافية السائدة للجزر جبلية ووعرة بصورةٍ عامة، وتوجد استثناءات قليلة من ذلك، أبرزها هو سهول لافيونا المنخفضة الواسعة (وهي شبه جزيرة ضخمة تمثّل معظم الجانب الجنوبي من فوكلاند الشرقية). جيولوجيًا، تعتبر جزر فوكلاند بقايا قشرة قارية نتجت عن تفتُّت قارة غندوانا العظيمة وانفتاح المحيط الأطلسي الجنوبي مكانها قبل نحو 130 مليون عام. تقع الجزر الآن في جنوب الأطلسي، على رف قاري لأمريكا الجنوبية، وعلى مسافة 500 كيلومتر من بداية الرف القاري في منطقة باتاغونيا.
تقع جزر فوكلاند بين دائرتي عرض 40′51° إلى 00′53° جنوبًا. يتألف الأرخبيل من جزيرتين أساسيَّتين يفصل بينهما ما يُدعَى مضيق فوكلاند، وتمتاز سواحلها بفجوات عميقة عديدة تشكّل مرافئ طبيعية. تحتضن جزيرة فوكلاند الشرقية مدينة ستانلي، وهي عاصمة الجزر وأكبر مدنها، كما وتحتضن الجزيرة ذاتها قاعدة جبل بليزنت الجوية التابعة للجيش البريطاني، وكذلك تقع فيها أعلى نقطة بالأرخبيل بأكمله وهي قمة جبل أوزبورن عل ارتفاع 705م. تُعرَف كل المساحات الممتدة خارج هذه المستوطنات البشرية الهامَّة بمصطلح «كامب»، وهو اشتقاقٌ من كلمة ريف (Campo) باللغة الإسبانية.
تمتاز الجزر بمناخ محيطي بارد ورطب عاصفٍ بالمعظم. من المُعتَاد تقلُّب الجو بدرجة كبيرة خلال اليوم الواحد. تهطل الأمطار بكثرةٍ خلال نصف شهور العام، حيث يبلغ متوسِّطها 610 سنتيمترات سنويًا في ستانلي، كما أنَّ ثمة هطولًا متقطعًا وخفيفًا للثلوج كل عام تقريبًا. تتراوح درجة الحرارة من 21.1 إلى -11.1ْ مئوية في ستانلي. من المعتاد أيضًا هبوب رياح غربيَّة قوية ووُقوع الضباب. تُسَجَّل عواصف عديدة على الجزر كل شهر، إلا أنَّ الجو يظلُّ هادئًا بصورة عامة.

## الحياة البرية

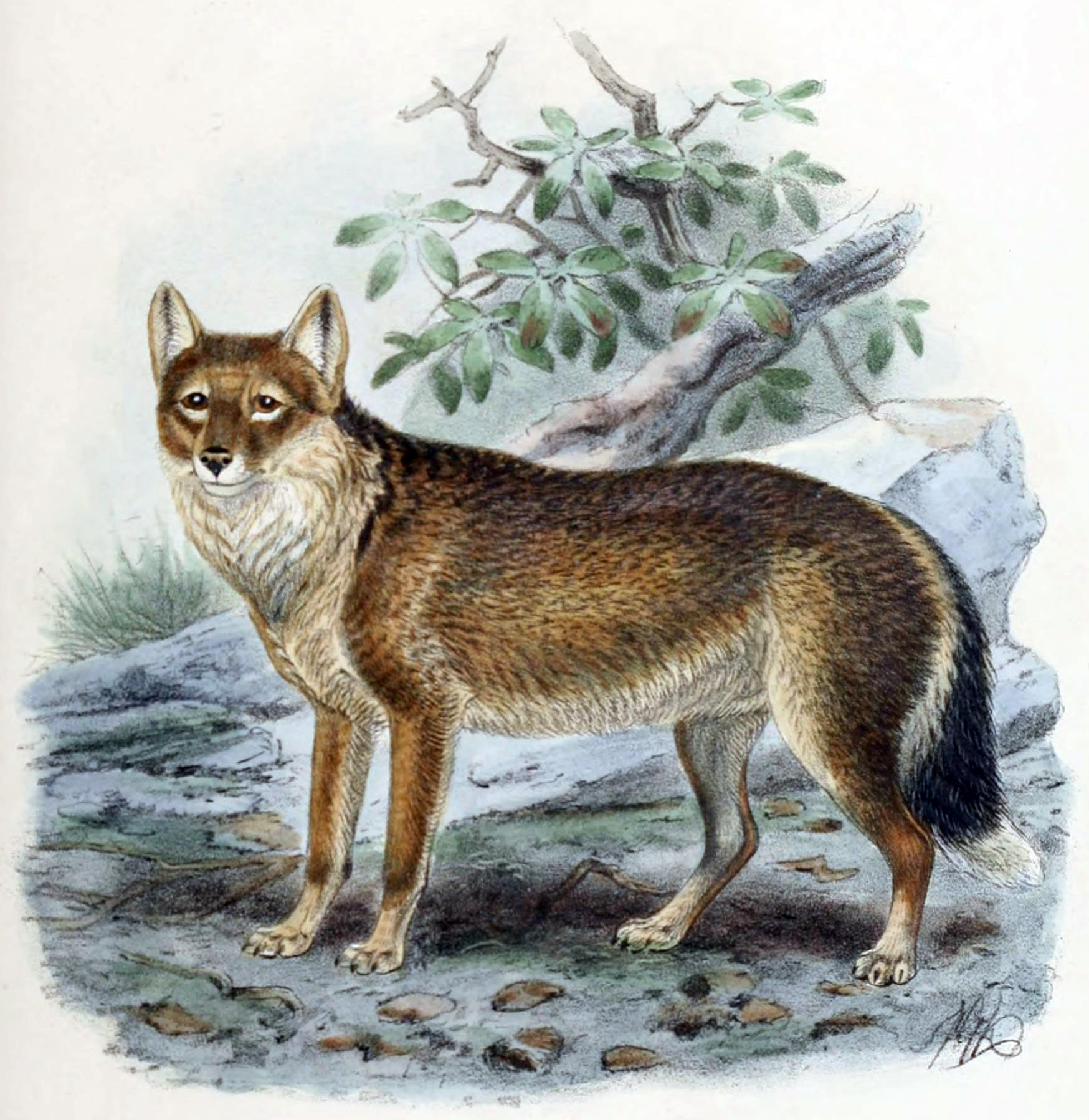
ذئب جزر فوكلاند، الثدي البري الأصلي الوحيد الذي كان يقطن الجزر، إلا أنَّه انقرض بسبب صيده على أيدي البشر.

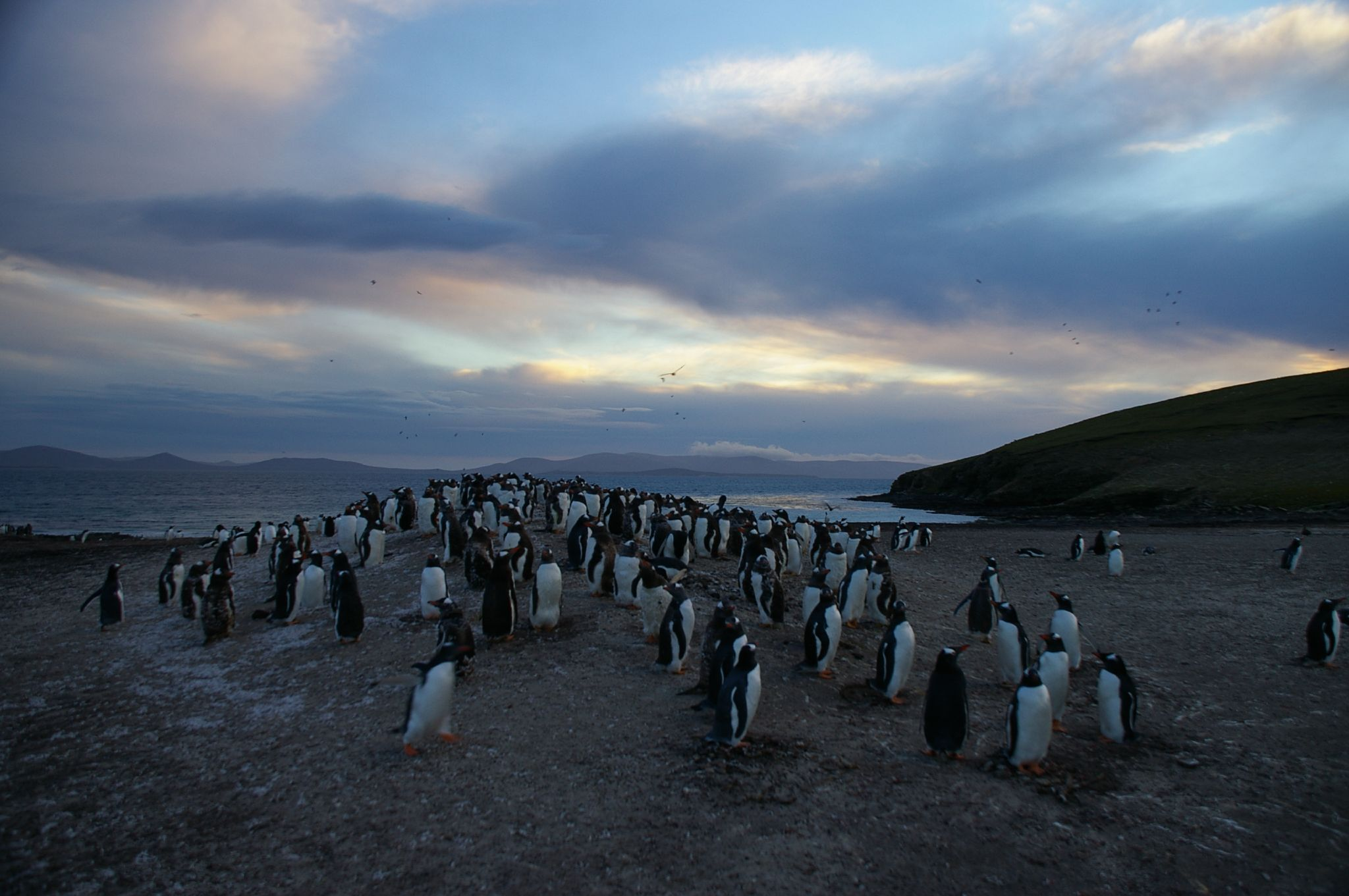
بطاريق جنتو على شواطئ جزيرة سوندرز، شمالي شرقي أرخبيل فوكلاند.

تعتبر الجغرافيا الحيوية لجزر فوكلاند جزءًا من منطقة القطب الجنوبي البيئيَّة، مع ارتباطها بصورةٍ وثيقة بالحياة البرية في منطقة باتغونيا في أمريكا الجنوبية. يوجد 63 نوعًا من الطيور المستوطنة في الجزر، معظمها من طيور اليابسة، ومنها 16 نوعًا متوطنًا (لا تقطن أي مكانٍ آخر من العالم). توجد أيضًا أنواعٌ عديدة من مفصليات الأرجل. أما الحياة النباتية فهي تتألف من 163 نوعًا من النباتات الوعائية. لا يعيش بالأصل - مع استثناء الحيوانات المستقدمة - سوى نوع واحد من الثدييات البرية على الجزر، هو ذئب جزر فوكلاند الذي اصطاده المستوطنون الأوروبيُّون حتى الانقراض.
كثيرًا ما تزور الأرخبيل وتتكاثر فيها أنواع مختلفة من الثدييات البحرية، مثل فقمة الفيل الجنوبية وفقمة الفراء الأمريكية الجنوبية، إضافة إلى أشكال مختلفة من الحيتانيات، أما الجزائر الصَّغيرة قرب الساحل فهي تحتضن طيور الكاراكارا المُخطَّطة النادرة. كما وتتواجد بعض أنواع الأسماك المتوطِّنة من فصيلة الجالاكسيداي. من ناحية الطبيعة، تتألف الجزر من سهول وجبال معشوشبة، وتخلو بيئتها تقريبًا من أيَّة أشجار حقيقية، حيث تتألف النباتات في مُعظمها من الأحراش الصَّغيرة.
تستعمل براري الجزر كلِّها كمراعٍ للأغنام. تجوب هذه البراري أنواع عديدة من الحيوانات المستقدمة التي أتى بها المستوطنون الأوروبيون، مثل الرنة والأرانب والخنازير والأحصنة والقطط والجرذان البنية والثعالب البتاغونية الرمادية، لكن ولأنَّ هذه الحيوانات لم تكن جزءًا طبيعيًا من بئة جزر فوكلاند فقد تركت العديد منها آثارًا سلبيَّة على حيوانات ونباتات المنطقة الأصلية، ولذلك فإنَّ السلطات الحكومية تحاول احتواء أو حتى استئصال العديد من هذه الحيوانات المُجتَاحة، مثل الأرانب والثعالب والجرذان. ليس من الواضح تمامًا مقدار التأثير البشري الذي تركه المستوطنون على بيئة الجزر الطبيعية، لأن ثمة نقصًا كبيرًا بالمعلومات طويلة الأمد الضرورية لتحديد ذلك.

## الاقتصاد

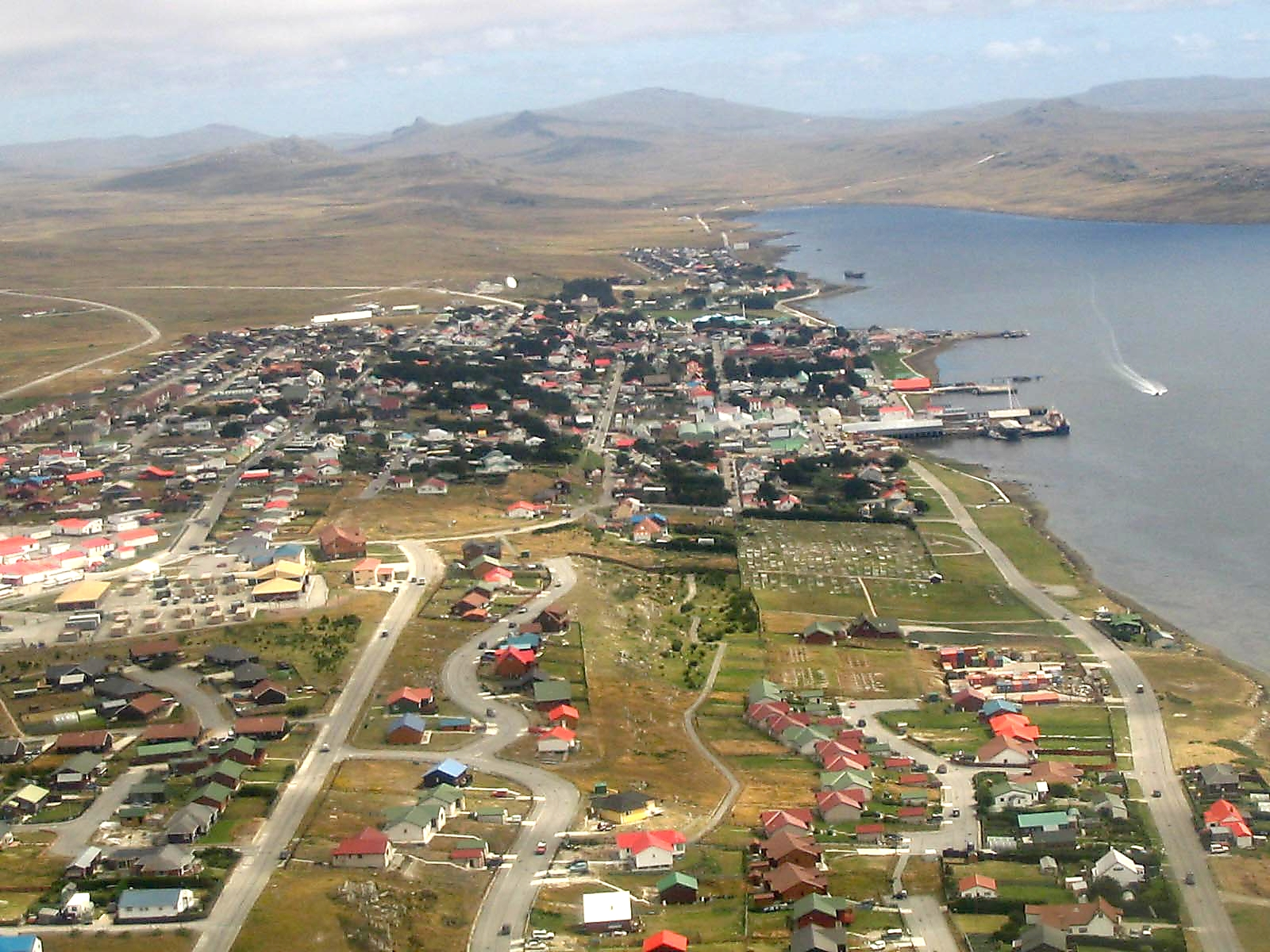
مشهد جويٌّ لمدينة ستانلي، عاصمة الأرخبيل.

يعتبر اقتصاد جزر الفوكلاند الاقتصاد رقم 222 على مستوى العالم بحسب الحجم، والـ239 بحسب الناتج المحلي الإجمالي، لكنه مع ذلك الاقتصاد العاشر عالميًا حسب الناتج المحلي الإجمالي للفرد. بلغت نسبة البطالة في سنة 2010 نحو 4.1%، أما معدل التضخم فلم يُحسَب منذ عام 2003، عندما بلغ 1.2%. بحسب دراسات عام 2010، تُحقِّق جزر فوكلاند رقمًا عاليًا على مؤشر التنمية البشرية مقدار 0.874، كما أنَّ لديها معامل جيني (وهو مقياس لعدالة توزيع الثروة) جيّد مقداره 34.17. العملة المحلية المتداولة هي جنيه جزر فوكلاند، وهي عملة ترتبط قيمتها مباشرة بقيمة الجنيه الإسترليني.

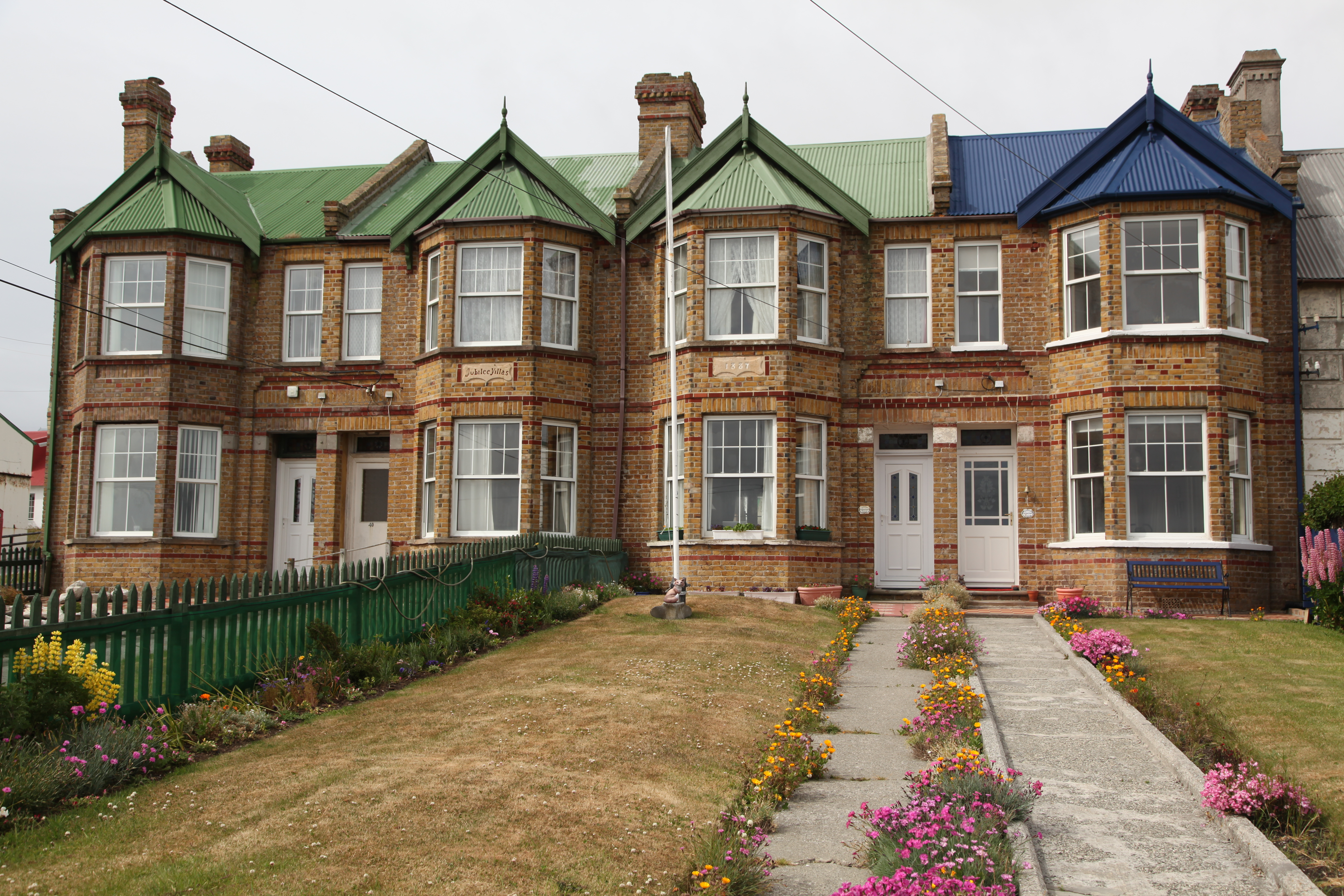
بعض منازل العاصمة ستانلي.

تعتمد التنمية الاقتصادية في جزر فوكلاند على أنشطة إصلاح السفن ورعي الأغنام للحصول على صوفها مرتفع الجودة. خلال الثمانينيات ورغم الضرَّر الذي لحق بصناعة رعي الأغنام نتيجة ظهور الألياف الاصطناعية، إلا أنَّ الحكومة أسَّست نظام دخل عمومي للسُّكان بفضل تحولها إلى منطقة اقتصادية خاصة (حيث أصبحت الحكومة تتقاضى مالًا كبيرًا ببيع تراخيص صيد أسماكٍ لمن يود الاستفادة من ثروة المنطقة السمكية). منذ حرب فوكلاند في سنة 1982 والأنشطة الاقتصادية في الجزر آخذةٌ بالتركيز على قطاع السياحة والتنقيب عن النفط.
استعادت العاصمة ستانلي في الفترة الأخيرة أهميَّتها الاقتصادية مع ازدياد معدَّلات هجرة السكان من كامب (الريف) إليها. إلا أنَّ الخوف من الاعتماد المتزايد على تراخيص صيد السَّمك كمصدر للدخل، بالإضافة إلى مشاكل عدة مثل الصيد غير القانوني وتراوح أسعار السوق قد دفعت الحكومة أكثر وأكثر إلى الاستثمار في مجال البحث عن النفط كمصدر دخلٍ بديل، وتسعى مشاريع البحث المستمرة عن النفط الآن للعثور على احتياطي ضخم. تعمل حكومة جزر فوكلاند نفسها على تمويل مشاريع التنمية الرياضية والتعليمية، دون مساعدةٍ من الحكومة البريطانية.
تنبع معظم الأرباح الاقتصادية في جزر فوكلاند من قطاعها الاقتصادي الأولي، إذ يساهم صيد السَّمك وحده بـ50 إلى 60% من ناتجها المحلي الإجمالي السنوي، كما أن الزراعة تقدم ناتجًا محليًا ضخمًا وتوفّر وظائف لعُشر السكان. يعمل أكثر من 25% من السكان بقليلٍ في وظائف حكومية، ممَّا يجعل الحكومة أكبر موظِّف في جزر فوكلاند. كما أنَّ الاهتمام بالسياحة قد ازداد حديثًا بفعل الاهتمام المتزايد باستكشاف القارة القطبية الجنوبية ونتيجة توفير خطوط طيرانٍ مباشرة بين الجزر من جهة بريطانيا وأمريكا الجنوبية من جهة أخرى. يتوافد السياح إلى الأرخبيل عبر سفن الركاب، ومعظمهم يأتون بهدف مشاهدة الحياة البرية الفريدة على الجزر، بالإضافة إلى أنشطة مثل صيد السمك والغوص بين حطام السفن، والغالبية منهم يبيتون في العاصمة ستانلي أثناء إقامتهم. أهم المواد التي تُصدِّرها جزر فوكلاند هي الصوف والجلود والأسماك والحبار، وبدرجة أقل أهمية مواد البناء والوقود والألبسة.

## السكان

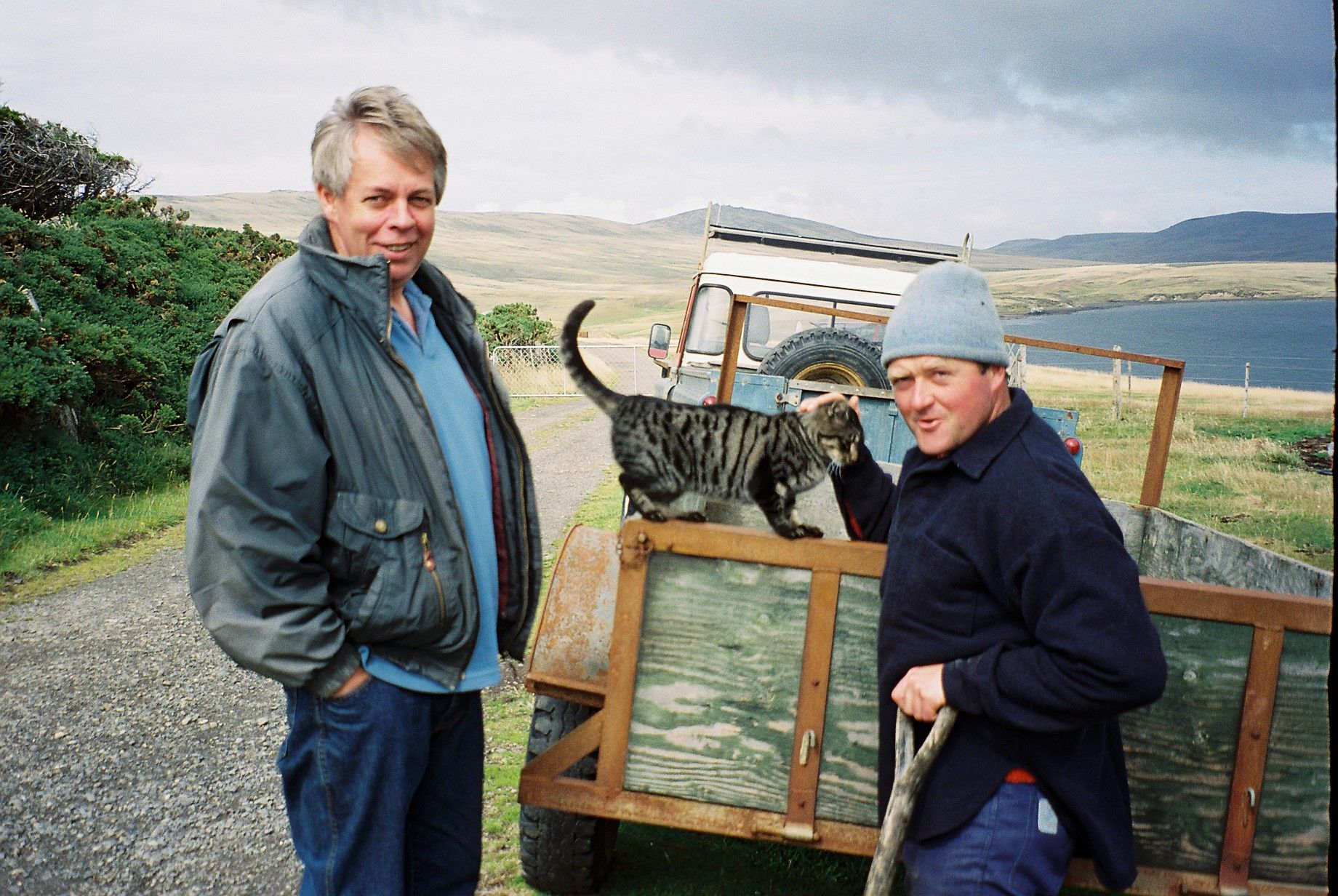
أصول الغالبية العُظمى من سكان جزر فوكلاند هي إمَّا ويلزية أو أسكتلندية.

مجتمع جزر فوكلاند هو مجتمع غير متجانس، يتألف في معظمه من أشخاص ذوي أصولٍ اسكتلندية أو ويليزية استقرُّوا في المنطقة منذ سنة 1833. بحسب إحصاء سنة 2006، ينحدر بعض سكان الجزر من أصولٍ فرنسية وجبل طارقية وإسكندنافية، لكنه في الآن ذاته يظهر أنَّ ثلث سكان جزر فوكلاند الحاليِّين فحسب ولدوا فيها، أما الباقون فهُم أجانب استوعبتهم الثقافة المحلية. يعطي تعميم الجنسية البريطانية رقم 1983 الحقَّ لجميع سكان جزر فوكلاند بحيازة الجنسية البريطانية.
شهدت جزر فوكلاند انحدارًا كبيرًا في عدد السكان خلال القرن العشرين، إذ أخذ العديد من الشباب بهجرة الأرخبيل بحثًا عن دول أكثر حداثة وفرص عمل أفضل. إلا أنَّ هذا الانحدار بدأ يتباطأ وينخفض مؤخرًا، ويعود الفضل في ذلك إلى المهاجرين الجُدد القادمين من المملكة المتحدة وتشيلي وسانت هيلينا. حسب إحصاء سنة 2012، يعتبر معظم السكان (59%) أنفسهم فوكلانديِّين، أي مواطني جزر فوكلاند، أما من يعتبرون أنفسهم بريطانيين فنحو 29%، والسانت هيلينيون 9.8%، وأخيرًا التشيليون 5.4%، كما ويوجد عددٌ محدود من الأرجنتينيِّين.

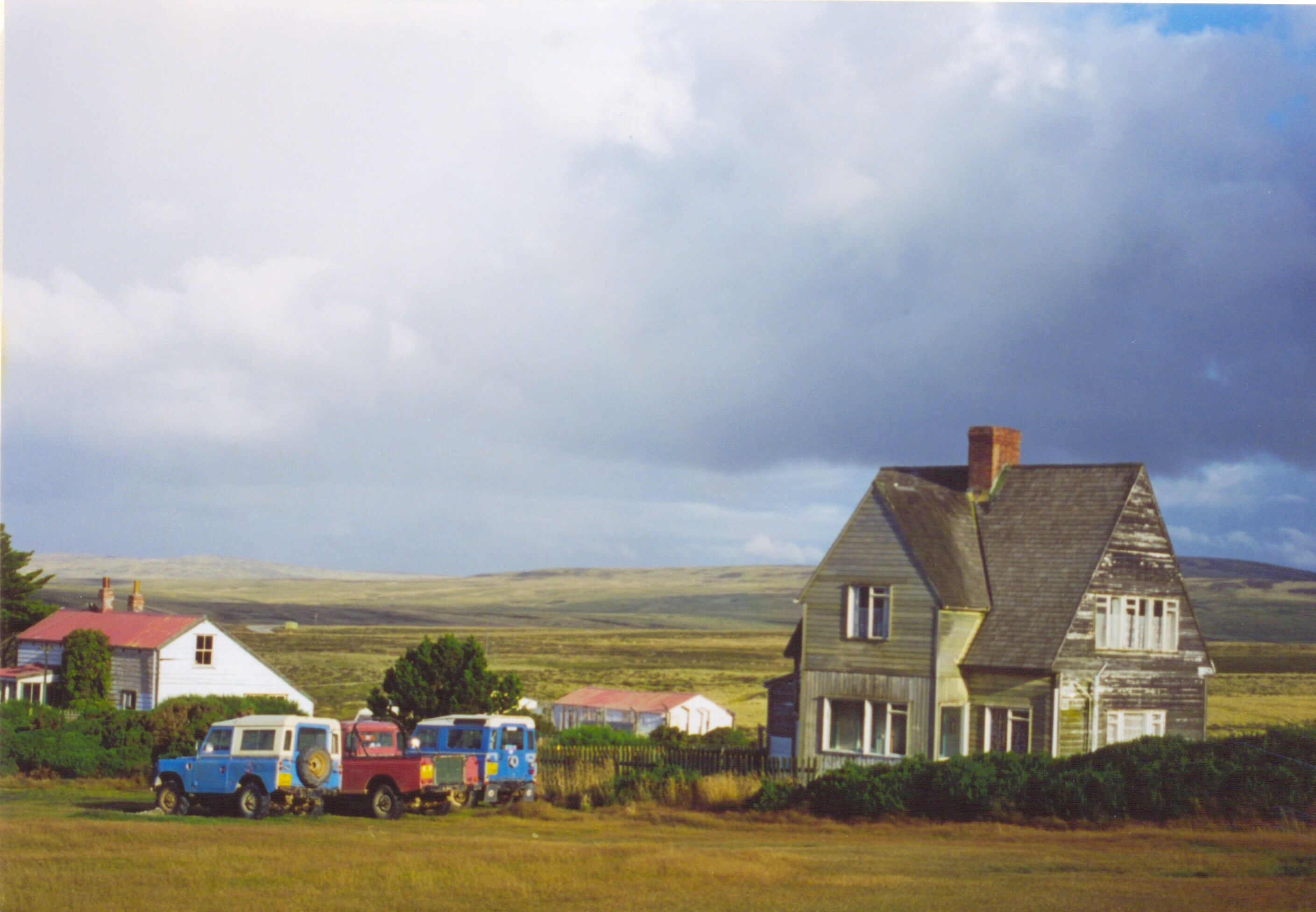
بلدة صغيرة في كامب (ريف جزر فوكلاند).

الكثافة السكانية في جزر فوكلاند منخفضة جدًا. فبحسب إحصاء سنة 2012، يبلغ متوسّط عدد سكان الجزر يوميًا 2,932 نسمة، مع استبعاد الجنود والعساكر الذين يخدمون في القواعد الحربية. أحصت دراسة من سنة 2012 عدد العساكر الموحَّدين الموجودين في الأرخبيل بنحو 1300، إضافة إلى 50 موظَّف مدني في وزارة الدفاع البريطانية. تعتبر العاصمة ستانلي المدينة الأكثر سكانًا حيث يقيم فيها 2,121 نسمة، تليها قاعدة جبل بليزنت الجوية بـ369 نسمة، وأخيرًا كامب (الريف) بـ351 نسمة. يميل معظم السكان في الجزر إلى أن يكونوا بعمر العمل (20 إلى 60 عامًا)، ونسبة الذكور تفوق الإناث (53 إلى 47%)، حيث يصل عدم التساوي بين الجنسين ذروته في فئات 20-60 عامًا العمريَّة. حسب إحصاء سنة 2006، يعتبر معظم السكان (67.2%) أنفسهم مسيحيِّين، ومعظم النسبة الباقية (31.5%) إما غير متديِّنين أو أنهم رفضوا التصريح بمعتقداتهم.
يتبع نظام التعليم المعتمد في الجزر نظام التعليم في إنجلترا، حيث أن التعليم متوفِّر مجانًا وإلزاميًا لجميع المواطنين بين عمر 5 إلى 16 عامًا. يتوفَّر التعليم للمرحلة الابتدائية في العاصمة ستانلي وقاعدة جبل بليزنت (للأطفال والموظفين على حدِّ سواء)، وعددٍ محدودٍ من المستوطنات الريفية. أما التعليم الثانوي فهو غير متاح إلا في العاصمة ستانلي، التي تحتوي مدرسة داخلية تدرِّس 12 مادة مختلفة. يمكن للطلاب بسنِّ الـ16 أو أكثر أن يلتحقوا بكليات في إنكلترا لحيازة شهادة التعليم المتقدِّمة (GCE-A level)، كما وتدفع الحكومة البريطانية نيابةً عن الطلاب الأكبر سنًا للالتحاق بمراحل دراسية أعلى، خصوصًا في المملكة المتحدة.

## الثقافة

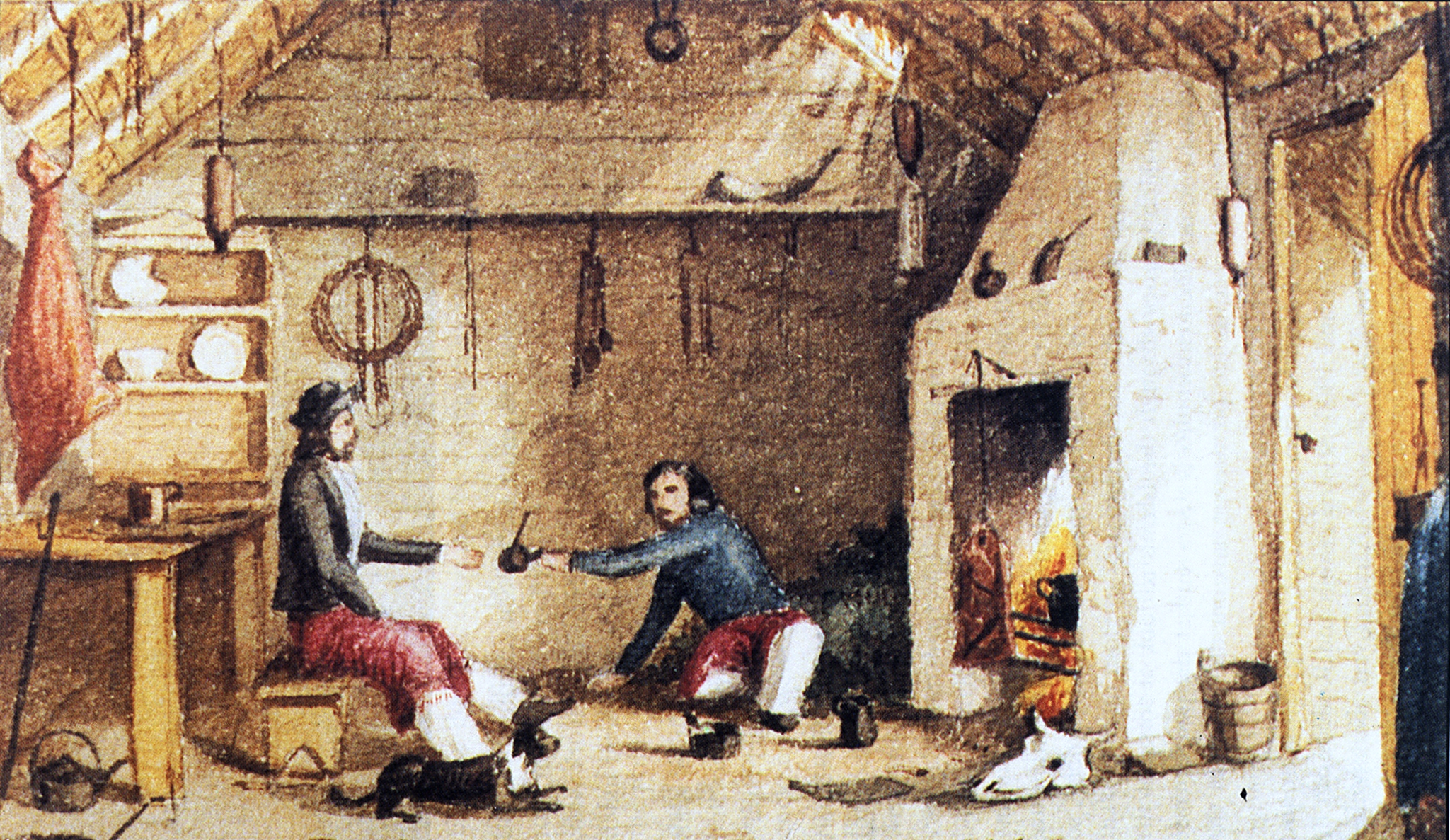
رجال من قوم الغاوتشو سكان أمريكا الجنوبية يحتسون المتَّة في مكان الرجاء بجزيرة فوكلاند الشرقية، وقد أثَّرت ثقافة هذا الشعب على اللهجة المحلية في جزر فوكلاند.

ثقافة جزر فوكلاند مبنيَّة على الثقافة البريطانية، التي نقلها المستوطنون البريطانيون الممثلين لغالبية السكان، إلا أنَّها تأثرت إلى حد أو لآخر بثقافة أمريكا الجنوبية الهسبانية. معظم الأسماء المستعملة في الثقافة المحلية إنكليزية أو لاتينية الطابع، إلا أنَّ ثمة بعض أسماء لغة الغاوتشو (وهم قوم سكن الجزر في أيام استيطانها الأولى) التي لا زالت دارجةً على أماكن معيَّنة. اللغة الرسمية للجزر هي الإنكليزية، وأشيع لهجاتها هي الإنكليزية البريطانية، إلا أنَّ بعض السكان يتحدثون أيضًا الإسبانية ولغات أخرى. لأن عدد السكان قليل، فقد اكتسب الناس في الجزر طبيعة اجتماعيَّة جدًا، ومن العادي جدًا أن يتوقفوا في الطرقات للحديث وتبادل الأخبار.
توجد صحيفتا أخبار أسبوعيَّتان بالجزر، هما Teaberry Express وPenguin News، كما ثمَّة إذاعات راديو وتلفاز، إلا أنَّها عادةً ما تبثُّ برامج معدَّة في المملكة المتحدة. يميل المطبخ المحلي إلى أن يكون شبيهًا جدًا بالمطبخ البريطاني، حيث يعتمد كثيرًا على الخضار المزروعة منزليًا وعلى لحم البقر والضأن والأسماك. ومن أطباق الضيافة الشائعة الكعك والبسكويت المصنوع منزليًا مع الشاي أو القهوة. كما أنَّ الحياة الاجتماعية شبيهة إلى حدٍّ بعيد بحالها في أي بلدة إنكليزية صغيرة، وتنتشر في الجزر النوادي والمنظمات الاجتماعية المُختصَّة بمختلف مناحي الحياة.

## خط زمني لتاريخ جزر فوكلاند
الأحداث الرئيسية:
- عام 1592 - اكتشاف جزر فوكلاند بواسطة الكابتن جون ديفيز.
- عام 1690 - إطلاق اسم فوكلاند على الجزر من قبل الكابتن جون سترونغ.
- عام 1764 - إقامة أول مستعمرة سكنية فرنسية في فوكلاند الشرقية.
- عام 1765 - إقامة أول مستعمرة بريطانية في جزيرة سوندرز.
- عام 1766 - تنازل الفرنسيون عن مستعمرتهم لأسبانيا مقابل تعويض مادي.
- عام 1770 - طرد الأسبان للبريطانيين من جزر فوكلاند.
- عام 1816 - إعلان الأرجنتين سيادتها على الجزر بصفتها الوريث الوحيد لإسبانيا في المنطقة.
- عام 1833 - استعادة الحكومة البريطانية سيطرتها على الجزر.
- عام 1840 - إقرار الدول الأمريكية حق الأرجنتين في استعادة الجزر.
- عام 1958 - عرض الخلاف بين بريطانيا والأرجنتين حول ملكية الجزر على الأمم المتحدة.
- 21 سبتمبر 1964 - الأمم المتحدة توصي بإجراء مفاوضات بين بريطانيا والأرجنتين لحل المشكلة مع احترام رغبات سكان الجزر.
- نوفمبر 1980 - بريطانيا تقترح على الأرجنتين الاعتراف بسيادة الأخيرة على الجزر مقابل تخلي الأرجنتين عنها لمدة تسعين عامًا، ورفض سكان الجزر هذا الاقتراح.
- ديسمبر 1981 - تولى الجنرال جالتيري رئاسة الأرجنتين وبدء الاستعداد لاستعادة الجزر بالقوة.
- 2 أبريل 1982 - بدء غزو الأرجنتين العسكري لجزر فوكلاند. (حرب الفوكلاند)
- 10 مارس 2013 أجري استفتاء في جزر فوكلاند حول البقاء تحت السيادة البريطانية أو الاستقلال.

## الهوامش
1. ↑   https://www.argentina.gob.ar/ejercito/malvinas. {{استشهاد ويب}}: |url= بحاجة لعنوان (مساعدة) والوسيط |title= غير موجود أو فارغ (من ويكي بيانات) (مساعدة)
2. ↑  Jones 2009، صفحة 73.
3. ↑  See:
  - Dotan 2010، صفحة 165,
  - Room 2006، صفحة 129.
4. ↑  Room 2006، صفحة 129.
5. ↑  See:
  - Paine 2000، صفحة 45,
  - Room 2006، صفحة 129.
6. ↑  Hince 2001، صفحة 121.
7. ↑  See:
  - Hince 2001، صفحة 121,
  - Room 2006، صفحة 129.
8. ↑  Balmaceda 2011، Chapter 36.
9. ↑  Foreign Office 1961، صفحة 80.
10. ↑  "Standard Country and Area Codes Classifications". United Nations Statistics Division. 13 فبراير 2013. مؤرشف من الأصل في 2019-05-02. اطلع عليه بتاريخ 2013-07-03.
11. ↑  G. Hattersley-Smith (يونيو 1983). "Fuegian Indians in the Falkland Islands". السجل القطبي (مجلة). Cambridge University Press. ج. 21 ع. 135: 605–606. DOI:10.1017/S003224740002204X. مؤرشف من الأصل في 2020-03-04. اطلع عليه بتاريخ 2012-02-01. {{استشهاد بدورية محكمة}}: |archive-date= / |archive-url= timestamp mismatch (مساعدة)
12. ↑  Michael White (2 فبراير 2012). "Who first owned the Falkland Islands?". الغارديان. Guardian News and Media. مؤرشف من الأصل في 2013-02-10. اطلع عليه بتاريخ 2013-07-03.
13. ↑  Goebel 1971، صفحات xiv–xv.
14. 1 2  Dunmore 2005، صفحة 93.
15. ↑  See:
  - Gustafson 1988، صفحة 5,
  - Headland 1989، صفحة 66,
  - Heawood 2011، صفحة 182.
16. ↑  Gustafson 1988، صفحات 9–10.
17. ↑  Dunmore 2005، صفحات 139–140.
18. ↑  See:
  - Goebel 1971، صفحات 226, 232, 269,
  - Gustafson 1988، صفحات 9–10.
19. ↑  Segal 1991، صفحة 240.
20. ↑  Gibran 1998، صفحة 26.
21. ↑  Gibran 1998، صفحات 26–27.
22. 1 2 3  Gibran 1998، صفحة 27.
23. ↑  See:
  - Gibran 1998، صفحة 27,
  - Marley 2008، صفحة 714.
24. ↑  Laver 2001، صفحة 73.
25. ↑  Cawkell 2001، صفحات 48–50.
26. ↑  Cawkell 2001، صفحة 50.
27. ↑  See:
  - Gibran 1998، صفحات 27–28,
  - Sicker 2002، صفحة 32.
28. ↑  Pascoe & Pepper 2008، صفحات 540–546.
29. 1 2  Pascoe & Pepper 2008، صفحات 541–544.
30. ↑  Peterson 1964، صفحة 106.
31. ↑  Graham-Yooll 2002، صفحة 50.
32. ↑  Reginald & Elliot 1983، صفحات 25–26.
33. ↑  Hertslet 1851، صفحة 105.
34. ↑  Gustafson 1988، صفحات 34–35.
35. ↑  Gustafson 1988، صفحة 34.
36. 1 2  Graham-Yooll 2002، صفحات 51–52.
37. ↑  Aldrich & Connell 1998، صفحة 201.
38. ↑  See:
  - Bernhardson 2011، Stanley and Vicinity: History,
  - Reginald & Elliot 1983، صفحات 9, 27.
39. 1 2 3  Reginald & Elliot 1983، صفحة 9.
40. 1 2  Bernhardson 2011، Stanley and Vicinity: History.
41. ↑  Strange 1987، صفحات 72–74.
42. ↑  Strange 1987، صفحة 84.
43. 1 2  See:
  - Bernhardson 2011، Stanley and Vicinity: History,
  - Reginald & Elliot 1983، صفحة 9.
44. ↑  Strange 1987، صفحات 72–73.
45. ↑  Day 2013، صفحة 129–130.
46. ↑  Carafano 2005، صفحة 367.
47. ↑  Haddelsey & Carroll 2014، Prologue.
48. ↑  Zepeda 2005، صفحة 102.
49. 1 2  Laver 2001، صفحة 125.
50. ↑  Thomas 1991، صفحة 24.
51. ↑  Thomas 1991، صفحات 24–27.
52. ↑  Richard Norton-Taylor and Rob Evans (28 يونيو 2005). "UK held secret talks to cede sovereignty: Minister met junta envoy in Switzerland, official war history reveals". The Guardian. Guardian News and Media. مؤرشف من الأصل في 2018-07-26. اطلع عليه بتاريخ 2014-06-12.
53. ↑  Thomas 1991، صفحات 28–31.
54. ↑  See:
  - Reginald & Elliot 1983، صفحات 5, 10–12, 67,
  - Zepeda 2005، صفحات 102–103.
55. ↑  Gibran 1998، صفحات 130–135.
56. ↑  "The Long Road to Clearing Falklands Landmines". BBC News. British Broadcasting Corporation. 14 مارس 2010. مؤرشف من الأصل في 2020-03-04. اطلع عليه بتاريخ 2014-06-29.
57. ↑  Ruan، Juan Carlos؛ Macheme، Jill E. (أغسطس 2001). "Landmines in the Sand: The Falkland Islands". The Journal of ERW and Mine Action. James Madison University. ج. 5 ع. 2. ISSN:1533-6905. مؤرشف من الأصل في 2017-10-05. اطلع عليه بتاريخ 2014-06-29.
58. 1 2 3 4  Cawkell 2001، صفحة 147.
59. ↑  "Falklands Drilling Will Resume in Second Quarter of 2015, Announced Premier Oil". MercoPress. 15 مايو 2014. مؤرشف من الأصل في 2018-01-20. اطلع عليه بتاريخ 2014-06-29.
60. ↑  "The Falkland Islands, 30 Years After the War with Argentina". Daily Telegraph. Telegraph Media Group. مؤرشف من الأصل في 2017-07-31. اطلع عليه بتاريخ 2014-06-29.
61. ↑  Grant Munro (8 ديسمبر 2011). "Falklands' Land Mine Clearance Set to Enter a New Expanded Phase in Early 2012". MercoPress. مؤرشف من الأصل في 2018-01-20. اطلع عليه بتاريخ 2014-06-29.
62. ↑  See:
  - Lansford 2012، صفحة 1528,
  - Zepeda 2005، صفحات 102–103.
63. ↑  Zepeda 2005، صفحة 103.
64. 1 2  "New Year begins with a new Constitution for the Falklands". MercoPress. 1 يناير 2009. مؤرشف من الأصل في 2018-07-18. اطلع عليه بتاريخ 2013-07-09.
65. 1 2  "The Falkland Islands Constitution Order 2008" (PDF). The Queen in Council. 5 نوفمبر 2008. مؤرشف من الأصل (PDF) في 2018-10-09. اطلع عليه بتاريخ 2013-07-09.
66. ↑  Buckman 2012، صفحة 394.
67. ↑  Central Intelligence Agency 2011، "Falkland Islands (Malvinas) – Government".
68. ↑  "Falklands lawmakers: "The full time problem"". MercoPress. 28 أكتوبر 2013. مؤرشف من الأصل في 2017-12-07. اطلع عليه بتاريخ 2014-07-01.
69. ↑  EuropeAid (4 يونيو 2014). "EU relations with Overseas Countries and Territories". European Commission. مؤرشف من الأصل في 2016-06-29. اطلع عليه بتاريخ 2014-07-15.
70. 1 2  Sainato 2010، صفحات 157–158.
71. ↑  "A New Approach to the British Overseas Territories" (PDF). London: Ministry of Justice. 2012. ص. 4. مؤرشف من الأصل (PDF) في 2016-03-03. اطلع عليه بتاريخ 2013-08-25.
72. ↑  "The Falkland Islands (Appeals to Privy Council) (Amendment) Order 2009"، legislation.gov.uk، The National Archives، SI 2006/3205
73. ↑  Central Intelligence Agency 2011، "Falkland Islands (Malvinas) – Transportation".
74. ↑  Martin Fletcher (6 مارس 2010). "Falklands Defence Force better equipped than ever, says commanding officer". The Times. News UK. مؤرشف من الأصل في 2020-03-04. اطلع عليه بتاريخ 2011-03-18. {{استشهاد بخبر}}: |archive-date= / |archive-url= timestamp mismatch (مساعدة)
75. ↑  International Boundaries Research Unit. "Argentina and UK claims to maritime jurisdiction in the South Atlantic and Southern Oceans". Durham University. مؤرشف من الأصل في 2019-05-02. اطلع عليه بتاريخ 2014-06-26.
76. ↑  Lansford 2012، صفحة 1528.
77. ↑  Nicholas Watt (27 مارس 2009). "Falkland Islands sovereignty talks out of the question, says Gordon Brown". The Guardian. Guardian News and Media. مؤرشف من الأصل في 2012-01-23. اطلع عليه بتاريخ 2013-08-24.
78. ↑  "Supporting the Falkland Islanders' right to self-determination". Policy. United Kingdom Foreign & Commonwealth Office and Ministry of Defence. 12 مارس 2013. مؤرشف من الأصل في 2015-03-16. اطلع عليه بتاريخ 2014-05-29.
79. 1 2  Secretaría de Relaciones Exteriores. "La Cuestión de las Islas Malvinas" (بالإسبانية). Ministerio de Relaciones Exteriores y Culto (República Argentina). Archived from the original on 2018-07-11. Retrieved 2013-10-10.
80. ↑  Michael Reisman (يناير 1983). "The Struggle for The Falklands". Yale Law Journal. Faculty Scholarship Series. ج. 93 ع. 287: 306. مؤرشف من الأصل في 2020-03-04. اطلع عليه بتاريخ 2013-10-23.
81. ↑  "No talks on Falklands, says Brown". BBC News. British Broadcasting Corporation. 28 مارس 2009. مؤرشف من الأصل في 2018-07-11. اطلع عليه بتاريخ 2013-08-24.
82. ↑  "Falklands referendum: Islanders vote on British status". BBC News. British Broadcasting Corporation. 10 مارس 2013. مؤرشف من الأصل في 2018-07-18. اطلع عليه بتاريخ 2013-08-24.
83. ↑  Marcos Brindicci and Juan Bustamante (12 مارس 2013). "Falkland Islanders vote overwhelmingly to keep British rule". Reuters. مؤرشف من الأصل في 2015-09-28. اطلع عليه بتاريخ 2013-08-24.
84. ↑  "Timerman rejects meeting Falklands representatives; only interested in 'bilateral round' with Hague". MercoPress. 31 يناير 2013. مؤرشف من الأصل في 2018-07-11. اطلع عليه بتاريخ 2014-01-26.
85. ↑  Laura Smith-Spark (11 مارس 2013). "Falkland Islands hold referendum on disputed status". CNN. مؤرشف من الأصل في 2018-07-12. اطلع عليه بتاريخ 2014-01-26.
86. ↑  See:
  - Guo 2007، صفحة 112,
  - Sainato 2010، صفحة 157.
87. ↑  Sainato 2010، صفحة 157.
88. 1 2 3  Central Intelligence Agency 2011، "Falkland Islands (Malvinas) – Geography".
89. ↑  Trewby 2002، صفحة 79.
90. 1 2  Klügel 2009، صفحة 66.
91. 1 2  Guo 2007، صفحة 112.
92. 1 2  Hemmerle 2005، صفحة 318.
93. ↑  See:
  - Blouet & Blouet 2009، صفحة 100,
  - Central Intelligence Agency 2011، "Falkland Islands (Malvinas) – Geography".
94. ↑  Hince 2001، "Camp".
95. 1 2 3  Gibran 1998، صفحة 16.
96. ↑  Jónsdóttir 2007، صفحات 84–86.
97. 1 2  Helen Otley؛ Grant Munro؛ Andrea Clausen؛ Becky Ingham (مايو 2008). "Falkland Islands State of the Environment Report 2008" (PDF). Environmental Planning Department Falkland Islands Government. مؤرشف من الأصل (PDF) في 2013-05-20. اطلع عليه بتاريخ 2011-03-25.
98. ↑  Clark & Dingwall 1985، صفحة 131.
99. 1 2  Clark & Dingwall 1985، صفحة 132.
100. ↑  Clark & Dingwall 1985، صفحة 129.
101. ↑  Hince 2001، صفحة 370.
102. ↑  Jónsdóttir 2007، صفحة 85.
103. 1 2 3 4  "Falkland Islands (Islas Malvinas)". Central Intelligence Agency. مؤرشف من الأصل في 2019-05-07. اطلع عليه بتاريخ 2013-07-10.
104. ↑  Bell 2007، صفحة 544.
105. ↑  Bell 2007، صفحات 542–545.
106. ↑  Avakov 2013، صفحة 47.
107. ↑  Avakov 2013، صفحة 54.
108. ↑  "Regions and territories: Falkland Islands". BBC News. 12 يونيو 2012. مؤرشف من الأصل في 2018-09-09. اطلع عليه بتاريخ 2014-06-26.
109. ↑  See:
  - Calvert 2004، صفحة 134,
  - Royle 2001، صفحة 170.
110. 1 2  Royle 2001، صفحة 170.
111. ↑  Hemmerle 2005، صفحة 319.
112. ↑  Royle 2001، صفحات 170–171.
113. ↑  Royle 2001، صفحة 171.
114. ↑  "The Economy". Falkland Islands Government. مؤرشف من الأصل في 2019-05-03. اطلع عليه بتاريخ 2014-06-26.
115. 1 2  "The Falkland Islands: Everything You Ever Wanted to Know in Data and Charts". The Guardian. 3 يناير 2013. مؤرشف من الأصل في 2018-07-03. اطلع عليه بتاريخ 2014-06-12.
116. ↑  See:
  - Bertram, Muir & Stonehouse 2007، صفحة 144,
  - Prideaux 2008، صفحة 171.
117. ↑  See:
  - Prideaux 2008، صفحة 171,
  - Royle 2006، صفحة 183.
118. 1 2 3 4  Laver 2001، صفحة 9.
119. 1 2  "Falkland Islands Census Statistics, 2006" (PDF). Falkland Islands Government. مؤرشف من الأصل (PDF) في 2010-12-16. اطلع عليه بتاريخ 2010-06-04.
120. ↑  "Falklands questions answered". BBC News. 4 يونيو 2007. مؤرشف من الأصل في 2018-09-09. اطلع عليه بتاريخ 2013-07-22.
121. ↑  See:
  - Gibran 1998، صفحة 18,
  - Laver 2001، صفحة 173.
122. 1 2 3 4  Minahan 2013، صفحة 139.
123. ↑  "Falklands Referendum: Voters from many countries around the world voted Yes". MercoPress. 28 يونيو 2013. مؤرشف من الأصل في 2017-12-08. اطلع عليه بتاريخ 2013-07-22.
124. ↑  Royle 2006، صفحة 181.
125. 1 2  "Falkland Islands Census 2012: Headline results" (PDF). Falkland Islands Government. 10 سبتمبر 2012. مؤرشف من الأصل (PDF) في 2013-05-20. اطلع عليه بتاريخ 2012-12-19.
126. 1 2  "Education". Falkland Islands Government. مؤرشف من الأصل في 2019-05-03. اطلع عليه بتاريخ 2014-05-29.
127. 1 2  Wagstaff 2001، صفحة 21.
128. ↑  Wagstaff 2001، صفحة 66.
129. ↑  Wagstaff 2001، صفحات 63–64.
130. ↑  Wagstaff 2001، صفحة 65.

## وصلات خارجية
- ما سر الصراع على جزر فوكلاند؟ (من الجزيرة)